# Rhipidia (Rhipidia) spadicithorax
Rhipidia (Rhipidia) spadicithorax is een tweevleugelige uit de familie steltmuggen (Limoniidae). De soort komt voor in het Afrotropisch en Oriëntaals gebied.